# Polycentropus rosselinus
Polycentropus rosselinus är en nattsländeart som beskrevs av Luisa Eugenia Navas 1924. Polycentropus rosselinus ingår i släktet Polycentropus och familjen fångstnätnattsländor. Inga underarter finns listade i Catalogue of Life.